# Кассита
Кассита (лат. Cassytha; от др.-греч. κασύτας, kasytas — повилика) — род растений семейства Лавровые (Lauraceae), произрастающих в тропических и субтропических областях, преимущественно в Австралии.

## Ботаническое описание
Многолетнее растение-паразит. Стебли вьющиеся, обильно ветвящиеся, нитевидные, похожие на проволоку, желтоватые или бледно-зелёные, содержат хлорофилл и способны к фотосинтезу. Листья редуцированы до крошечных чешуй. Характерны многочисленные присоски (гаустории), с помощью которых высасывается из растения-хозяина вода и питательные вещества.
Цветки мелкие (2 мм диаметром), обоеполые, преимущественно клейстогамные, редко слегка открыты на верхушке, желтовато-белые, собраны в колосовидные, кистевидные или головчатые соцветия в пазухах маленьких прицветников с 2 крошечными прицветничками. Фертильных тычинок 9, расположены в 3 кругах, 4-й круг превращён в стаминодии; пыльники двугнёздные, открываются маленькими клапанами. Плод костянковидный, полностью включен в разрастающуюся сочную, красную, жёлтую, зелёную или белую купулу, которая имеет маленькое отверстие на верхушке, окруженное остающимся околоцветником, и выполняет функцию околоплодника. Семена с толстыми, мясистыми, часто неравными семядолями.

## Таксономия
Cassytha Osbeck ex L., Sp. Pl. 1: 35 (1753).

### Синонимы
- Calodium Lour. (1790)
- Ozarthris Raf. (1838)
- Rombut Rumph. ex Adans. (1763)
- Rumputris Raf. (1838)
- Spironema Raf. (1838)
- Volutella Forssk. (1775)

### Виды
Род включает 20 видов:
- Cassytha aurea J.Z.Weber
- Cassytha candida (J.Z.Weber) J.Z.Weber
- Cassytha capillaris Meisn.
- Cassytha ciliolata Nees
- Cassytha filiformis L. typus[1] — Кассита нитевидная
- Cassytha flava Nees
- Cassytha flindersii (J.Z.Weber) J.Z.Weber
- Cassytha glabella R.Br.
- Cassytha larsenii Kosterm.
- Cassytha melantha R.Br.
- Cassytha micrantha Meisn.
- Cassytha nodiflora Meisn.
- Cassytha pedicellosa J.Z.Weber
- Cassytha peninsularis J.Z.Weber
- Cassytha pergracilis (Hatus.) Hatus.
- Cassytha pomiformis Nees
- Cassytha pondoensis Engl.
- Cassytha pubescens R.Br.
- Cassytha racemosa Nees
- Cassytha rufa J.Z.Weber